# Golden Globe 1995
La 52ª edizione della cerimonia di premiazione di Golden Globe si è tenuta il 21 gennaio 1995 al Beverly Hilton Hotel di Beverly Hills, California.
John Clark Gable è stato il Golden Globe Ambassador dell'edizione.

## Premi per il cinema
Vengono di seguito indicati in grassetto i vincitori. Ove ricorrente e disponibile, viene indicato il titolo in lingua italiana e quello in lingua originale tra parentesi.

### Miglior film drammatico
- Forrest Gump, regia di Robert Zemeckis
- Vento di passioni (Legends of the Fall), regia di Edward Zwick
- Nell, regia di Michael Apted
- Pulp Fiction, regia di Quentin Tarantino
- Quiz Show, regia di Robert Redford

### Miglior film commedia o musicale
- Il re leone (The Lion King), regia di Roger Allers e Rob Minkoff
- Priscilla, la regina del deserto (The Adventures of Priscilla, Queen of the Desert), regia di Stephan Elliott
- Ed Wood, regia di Tim Burton
- Quattro matrimoni e un funerale (Four Weddings and a Funeral), regia di Mike Newell
- Prêt-à-Porter, regia di Robert Altman

### Miglior regista
- Robert Zemeckis - Forrest Gump
- Edward Zwick - Vento di passioni (Legends of the Fall)
- Oliver Stone - Assassini nati - Natural Born Killers (Natural Born Killers)
- Quentin Tarantino - Pulp Fiction
- Robert Redford - Quiz Show

### Miglior attore in un film drammatico
- Tom Hanks - Forrest Gump
- Brad Pitt - Vento di passioni (Legends of the Fall)
- Paul Newman - La vita a modo mio (Nobody's Fool)
- John Travolta - Pulp Fiction
- Morgan Freeman - Le ali della libertà (The Shawshank Redemption)

### Migliore attrice in un film drammatico
- Jessica Lange - Blue Sky
- Jennifer Jason Leigh - Mrs. Parker e il circolo vizioso (Mrs. Parker and the Vicious Circle)
- Jodie Foster - Nell
- Meryl Streep - The River Wild - Il fiume della paura (The River Wild)
- Miranda Richardson - Tom & Viv - Nel bene, nel male, per sempre (Tom & Viv)

### Miglior attore in un film commedia o musicale
- Hugh Grant - Quattro matrimoni e un funerale (Four Weddings and a Funeral)
- Terence Stamp - Priscilla, la regina del deserto (The Adventures of Priscilla, Queen of the Desert)
- Johnny Depp - Ed Wood
- Arnold Schwarzenegger - Junior
- Jim Carrey - The Mask

### Migliore attrice in un film commedia o musicale
- Jamie Lee Curtis - True Lies
- Andie MacDowell - Quattro matrimoni e un funerale (Four Weddings and a Funeral)
- Shirley MacLaine - Cara, insopportabile Tess (Guarding Tess)
- Emma Thompson - Junior
- Geena Davis - Ciao Julia, sono Kevin (Speechless)

### Miglior attore non protagonista
- Martin Landau - Ed Wood
- Gary Sinise - Forrest Gump
- Samuel L. Jackson - Pulp Fiction
- John Turturro - Quiz Show
- Kevin Bacon - The River Wild - Il fiume della paura (The River Wild)

### Migliore attrice non protagonista
- Dianne Wiest - Pallottole su Broadway (Bullets Over Broadway)
- Robin Wright Penn - Forrest Gump
- Kirsten Dunst - Intervista con il vampiro (Interview with the Vampire)
- Sophia Loren - Prêt-à-Porter
- Uma Thurman - Pulp Fiction

### Migliore sceneggiatura
- Quentin Tarantino e Roger Avary - Pulp Fiction
- Eric Roth - Forrest Gump
- Richard Curtis - Quattro matrimoni e un funerale (Four Weddings and a Funeral)
- Paul Attanasio - Quiz Show
- Warren Beatty, Robert Towne - Love Affair - Un grande amore (Love Affair)
- Frank Darabont - Le ali della libertà (The Shawshank Redemption)

### Migliore colonna sonora originale
- Hans Zimmer - Il re leone (The Lion King)
- Alan Silvestri - Forrest Gump
- Elliot Goldenthal - Intervista con il vampiro (Interview with the Vampire)
- James Horner - Vento di passioni (Legends of the Fall)
- Mark Isham - Nell

### Migliore canzone originale
- Can You Feel the Love Tonight, musica di Elton John e testo di Tim Rice - Il re leone (The Lion King)
- The Color of Night, musica e testo di Jud Friedman, Lauren Christy e Dominic Frontiere - Il colore della notte (Color of Night)
- Look What Love Has Done, musica e testo di Carole Bayer Sager, James Newton Howard, James Ingram e Patty Smyth - Junior
- Circle of Life, musica di Elton John e testo di Tim Rice - Il re leone (The Lion King)
- Far Longer than Forever, musica di Lex De Azevedo e testo di David Zippel - L'incantesimo del lago (The Swan Princess)
- I'll Remember, musica e testo di Patrick Leonard, Madonna e Richard Page - 110 e lode (With Honors)

### Miglior film straniero
- Farinelli - Voce regina (Farinelli: il castrato), regia di Gérard Corbiau (Belgio)
- Vivere! (Huozhe), regia di Zhang Yimou (Hong Kong)
- La Regina Margot (La Reine Margot), regia di Patrice Chéreau (Francia)
- Tre colori: Film Rosso (Trois couleurs: Rouge), regia di Krzysztof Kieślowski (Polonia)
- Mangiare bere uomo donna (Yin shi nan nu), regia di Ang Lee (Taiwan)

## Premi per la televisione
Vengono di seguito indicati in grassetto i vincitori. Ove ricorrente e disponibile, viene indicato il titolo in lingua italiana e quello in lingua originale tra parentesi.

### Miglior serie drammatica
- X-Files (The X Files)
- Chicago Hope
- E.R. - Medici in prima linea (ER)
- New York Police Department (NYPD Blue)
- La Famiglia Brock (Picket Fences)

### Miglior serie commedia o musicale
- Frasier
- Innamorati pazzi (Mad About You)
- Grace Under Fire (Grace Under Fire)
- Quell'uragano di papà (Home Improvement)
- Seinfeld

### Miglior mini-serie o film per la televisione
- Il fuoco della resistenza - La vera storia di Chico Mendes (The Burning Season: The Chico Mendes Story), regia di John Frankenheimer
- Fatherland, regia di Christopher Menaul
- The Return of the Native (The Return of the Native), regia di Jack Gold
- Roswell, regia di Jeremy Kagan
- Una prova difficile (White Mile), regia di Robert Butler

### Miglior attore in una serie drammatica
- Dennis Franz - New York Police Department (NYPD Blue)
- Jason Priestley - Beverly Hills 90210 (Beverly Hills, 90210)
- Mandy Patinkin - Chicago Hope
- Sam Waterston - Law & Order - I due volti della giustizia (Law & Order)
- Tom Skerritt - La Famiglia Brock (Picket Fences)

### Miglior attore in una serie commedia o musicale
- Tim Allen - Quell'uragano di papà (Home Improvement)
- Craig T. Nelson - Coach
- Kelsey Grammer - Frasier
- Garry Shandling - The Larry Sanders Show (The Larry Sanders Show)
- Paul Reiser - Innamorati pazzi (Mad About You)
- Jerry Seinfeld - Seinfeld

### Miglior attore in una mini-serie o film per la televisione
- Raúl Juliá - Il fuoco della resistenza - La vera storia di Chico Mendes (The Burning Season: The Chico Mendes Story)
- Samuel L. Jackson - The Prison (Against the Wall)
- James Garner - Breathing Lessons (Breathing Lessons)
- Rutger Hauer - Fatherland (Fatherland)
- Alan Alda - Una prova difficile (White Mile)

### Miglior attrice in una serie drammatica
- Claire Danes - My So-Called Life (My So-Called Life)
- Jane Seymour - La signora del West (Dr. Quinn, Medicine Woman)
- Heather Locklear - Melrose Place (Melrose Place)
- Angela Lansbury - La signora in giallo (Murder, She Wrote)
- Kathy Baker - La Famiglia Brock (Picket Fences)

### Miglior attrice in una serie commedia o musicale
- Helen Hunt - Innamorati pazzi (Mad About You)
- Ellen DeGeneres - Ellen
- Brett Butler - Grace Under Fire
- Patricia Richardson - Quell'uragano di papà (Home Improvement)
- Candice Bergen - Murphy Brown (Murphy Brown)

### Miglior attrice in una mini-serie o film per la televisione
- Joanne Woodward - Breathing Lessons
- Diane Keaton - Amelia Earhart: The Final Flight
- Kirstie Alley - La madre di David (David's Mother)
- Irene Bedard - Lakota Woman: Siege at Wounded Knee (Lakota Woman: Siege at Wounded Knee)
- Diana Ross - Fuori dal buio (Out of Darkness)[1]

### Miglior attore non protagonista in una serie
- Edward James Olmos - Il fuoco della resistenza - La vera storia di Chico Mendes (The Burning Season: The Chico Mendes Story)
- David Hyde Pierce - Frasier (Frasier)
- Fyvush Finkel - La famiglia Brock (Picket Fences)
- Jason Alexander - Seinfeld (Seinfeld)
- John Malkovich - Cuore di tenebra (Heart of Darkness)

### Miglior attrice non protagonista in una serie
- Miranda Richardson - Fatherland (Fatherland)
- Tyne Daly - Christy
- Jane Leeves - Frasier
- Liz Torres - The John Larroquette Show (The John Larroquette Show)
- Laura Leighton - Melrose Place
- Leigh Taylor-Young - La Famiglia Brock (Picket Fences)
- Laurie Metcalf - Pappa e ciccia (Roseanne)
- Julia Louis-Dreyfus - Seinfeld
- Sônia Braga - Il fuoco della resistenza - La vera storia di Chico Mendes (The Burning Season: The Chico Mendes Story)

## Premi onorari
- Golden Globe alla carriera: Sophia Loren